# Opisthoxia bracteata
Opisthoxia bracteata är en fjärilsart som beskrevs av Butler 1885. Opisthoxia bracteata ingår i släktet Opisthoxia och familjen mätare. Inga underarter finns listade i Catalogue of Life.